# Stereobelt
Der Stereobelt ist ein dem Walkman ähnliches Gerät.
Er wurde 1977 von dem Deutsch-Brasilianer Andreas Pavel entwickelt und zuerst in Italien, später auch in anderen europäischen Ländern, zum Patent angemeldet. Eine zunächst geplante Eigenvermarktung wurde jedoch nie realisiert. Der erste Walkman, der Sony TPS-L2, wurde von Sony 1979 auf den Markt gebracht.
Anders als der Walkman, bestand Pavels unter dem Titel „Gürtel mit Geräten zum Anhören von reproduzierter Musik“ angemeldete Erfindung aus verschiedenen an einem Gürtel um den Körper zu tragenden Komponenten. Andere Quellen machen jedoch abweichende Angaben bezüglich des Titels von Pavels Patent: So spricht das Magazin „Wissen“ (12/2006) der Süddeutschen Zeitung von einer „körpergebundene(n) Kleinanlage für die hochwertige Wiedergabe von Hörereignissen“. In der Datenbank des Deutschen Patent- und Markenamts sind jedoch folgende Patentschriften hinterlegt: Batteriebetriebene, elektroakustische miniaturisierte Anordnung für die hochwertige stereophone Wiedergabe von Hörereignissen (DE 2858302 C2) und Elektroakustische Anlage für die hochwertige Wiedergabe von Hörereignissen (DE 2813000).
Nach einem langen erfolglosen Rechtsstreit, in den Pavel fast sein gesamtes Vermögen investierte, kam es 2003 zu einem außergerichtlichen Vergleich mit dem Sony-Konzern. Verschiedene Medien, darunter die New York Times, berichteten über eine Abfindung in achtstelliger Höhe. Vermutlich war dieser erst nach dem Tod des langjährigen Sony-Chefs Akio Morita möglich geworden, der sich selbst stets als Erfinder des Walkman dargestellt hatte.